# Hayate Tōma
Hayate Tōma (japanisch 當麻 颯 Tōma Hayate; * 21. April 2002 in der Präfektur Osaka) ist ein japanischer Fußballspieler.

## Karriere
Tōma erlernte das Fußballspielen in der Jugendmannschaft von Gamba Osaka. Die U23-Mannschaft des Vereins spielte in der dritten Liga, der J3 League. Bereits als Jugendspieler absolvierte er neun Drittligaspiele.